# Comarca da Barbanza
A Barbanza is een comarca van de Spaanse provincie A Coruña. De comarca komt overeen met de zuidoostelijke helft van het gelijknamige schiereiland en heeft een oppervlakte van 244,2 km². De hoofdstad is Ribeira en de totale bevolking bedraagt 69.941 inwoners (2005).

## Gemeenten
A Pobra do Caramiñal, Boiro, Rianxo en Ribeira.